# Ausbreitung (Medizin)
Unter der Ausbreitung oder Streuung versteht man in der Medizin die Wanderung eines lokal begrenzten Krankheitsgeschehens oder eines Krankheitserregers von einem ursprünglichen Ort (Fokus, Primärherd, Streuherd) zu einem anderen. Dabei kann die Ausbreitung innerhalb eines Organs, zwischen verschiedenen Organen oder auf den gesamten Organismus (Generalisierung) erfolgen. Bei der Ausbreitung eines bösartigen Tumors spricht man in diesem Fall auch von Metastasierung im engeren Sinn. Die verschiedenen Arten der Ausbreitung sind insbesondere bei der Ausweitung von Infektionen durch Bakterien, Viren, Pilze, Protozoen und Helminthen von Bedeutung. Bei einigen Erkrankungen ist die Art und Weise der Ausbreitung charakteristisch oder die Ausbreitung eine unabdingbare Voraussetzung für die Erkrankung selbst.
Nach der Art der Ausbreitung unterscheidet man:
- Ausbreitung per continuitatem: Kontinuierlich übergreifend entlang anatomisch verbundener Strukturen (Beispiel: Ausbreitung eines Basalioms durch kontinuierliche Ausbreitung). Sonderformen hiervon sind die galaktogene (über die Milchgänge der Brustdrüse) und die omphalogene (über den Bauchnabel) Ausbreitung.
- Ausbreitung per contiguitatem: Übergreifend durch Berührung von Strukturen, die anatomisch durch einen Spalt getrennt sind (Beispiel: Ausbreitung eines peripheren Tuberkuloseherdes der Lunge auf die parietale Pleurahaut durch direkten Kontakt über den Pleuraspalt hinweg)
- lymphogene Ausbreitung: Streuung durch Verschleppung der Erreger oder der Tumorzellen mit der Lymphe in den Lymphgefäßen
- hämatogene Ausbreitung: Streuung über den Blutweg
- chologene Ausbreitung: Streuung über die Gallenflüssigkeit